# Хамден (тауншип, Миннесота)
Хамден (англ. Hamden) — тауншип в округе Бекер, Миннесота, США. На 2000 год его население составило 220 человек.

## География
По данным Бюро переписи населения США площадь тауншипа составляет 91,8 км², из которых 88,0 км² занимает суша, а 3,8 км² — вода (4,15 %).

## Демография
По данным переписи населения 2000 года здесь находились 220 человек, 81 домохозяйство и 61 семья.  Плотность населения —  2,5 чел./км².  На территории тауншипа расположено 86 построек со средней плотностью 1,0 построек на один квадратный километр. Расовый состав населения: 95,91 % белых, 1,36 % коренных американцев и 2,73 % приходится на две или более других рас.
Из 81 домохозяйств в 29,6 % воспитывались дети до 18 лет, в 69,1 % проживали супружеские пары, в 1,2 % проживали незамужние женщины и в 23,5 % домохозяйств проживали несемейные люди. 18,5 % домохозяйств состояли из одного человека, при том 6,2 % из — одиноких пожилых людей старше 65 лет. Средний размер домохозяйства — 2,72, а семьи — 3,10 человека.
25,9 % населения — младше 18 лет, 9,1 % — в возрасте от 18 до 24 лет, 22,3 % — от 25 до 44, 32,7 % — от 45 до 64, и 10,0 % — старше 65 лет. Средний возраст — 40 лет. На каждые 100 женщин приходилось 129,2 мужчин.  На каждые 100 женщин старше 18 приходилось 126,4 мужчин.
Средний годовой доход домохозяйства составлял 43 333 доллара, а средний годовой доход семьи —  44 583 доллара. Средний доход мужчин —  31 818  долларов, в то время как у женщин — 21 875. Доход на душу населения составил 19 353 доллара. За чертой бедности находились 4,5 % семей и 6,9 % всего населения тауншипа, из которых 10,2 % младше 18 и 4,5 % старше 65 лет.